# Scolecithrix longirostris
Scolecithrix longirostris is een eenoogkreeftjessoort uit de familie van de Scolecitrichidae. De wetenschappelijke naam van de soort is voor het eerst geldig gepubliceerd in 1913 door Esterly.